# Projektil

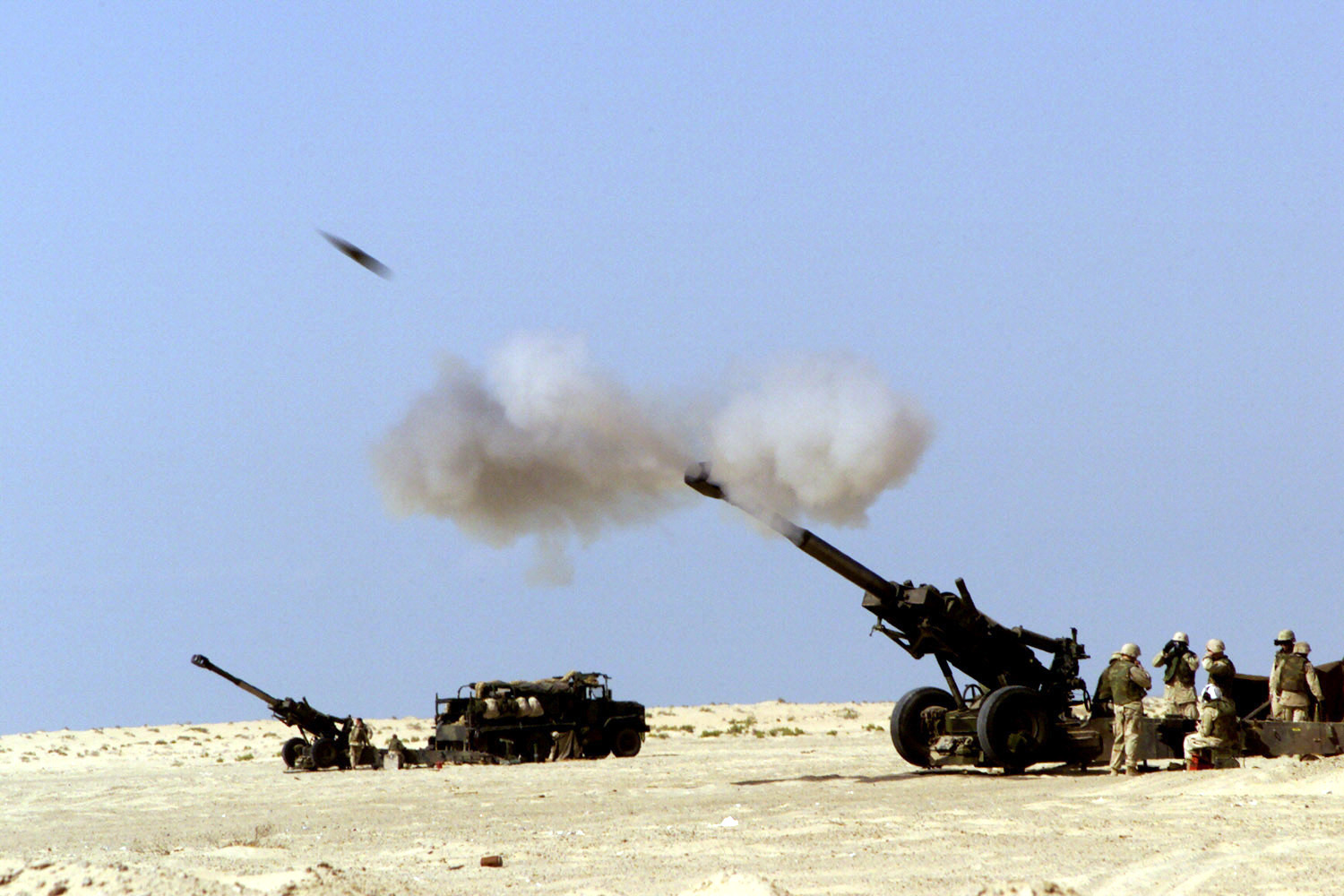
Projektiler i form av granater som skjuts med artilleri.

Projektil (av latin projicere som består av prefixet pro- och jacere, ”kasta”) är ett föremål som kastas för hand eller slungas eller skjuts ut ur ett skjutvapen, exempelvis en sten, en gevärskula. Med projektil menas även en från ett flygplan fälld bomb.
Det förekommer handkastade föremål inom diverse olika områden förutom krigföring, till exempel inom sport och lek där man kastar bollar, frisbeear, kastpilar etcetera.
Inom ballistik används matematiska rörelseekvationer för att analysera projektilbanor.

## Vapenprojektil

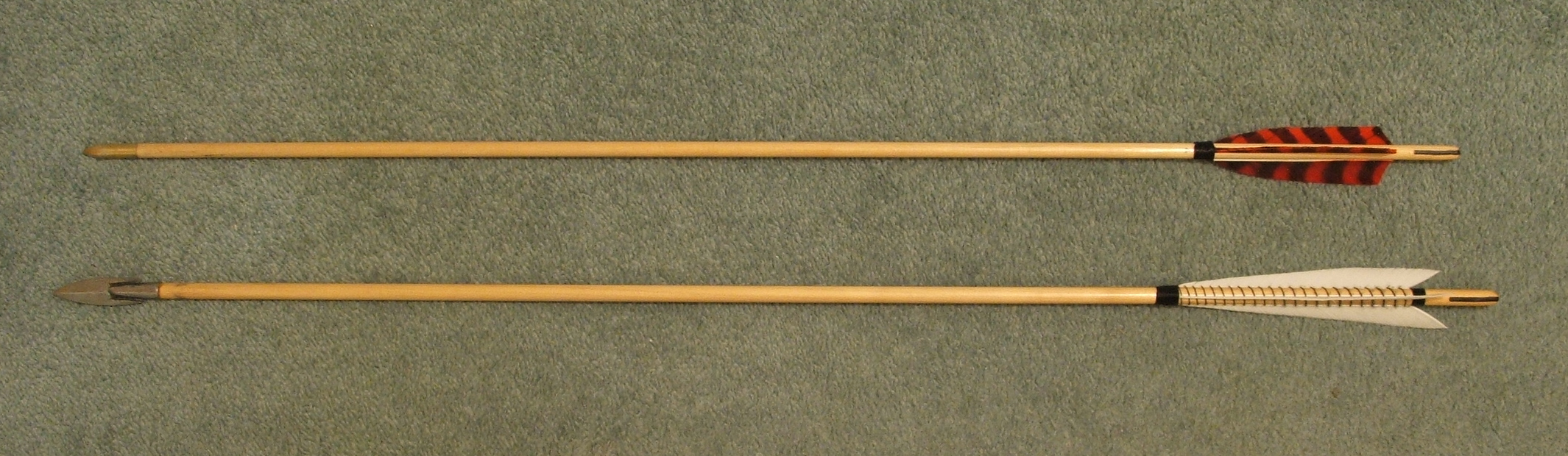
Pilar

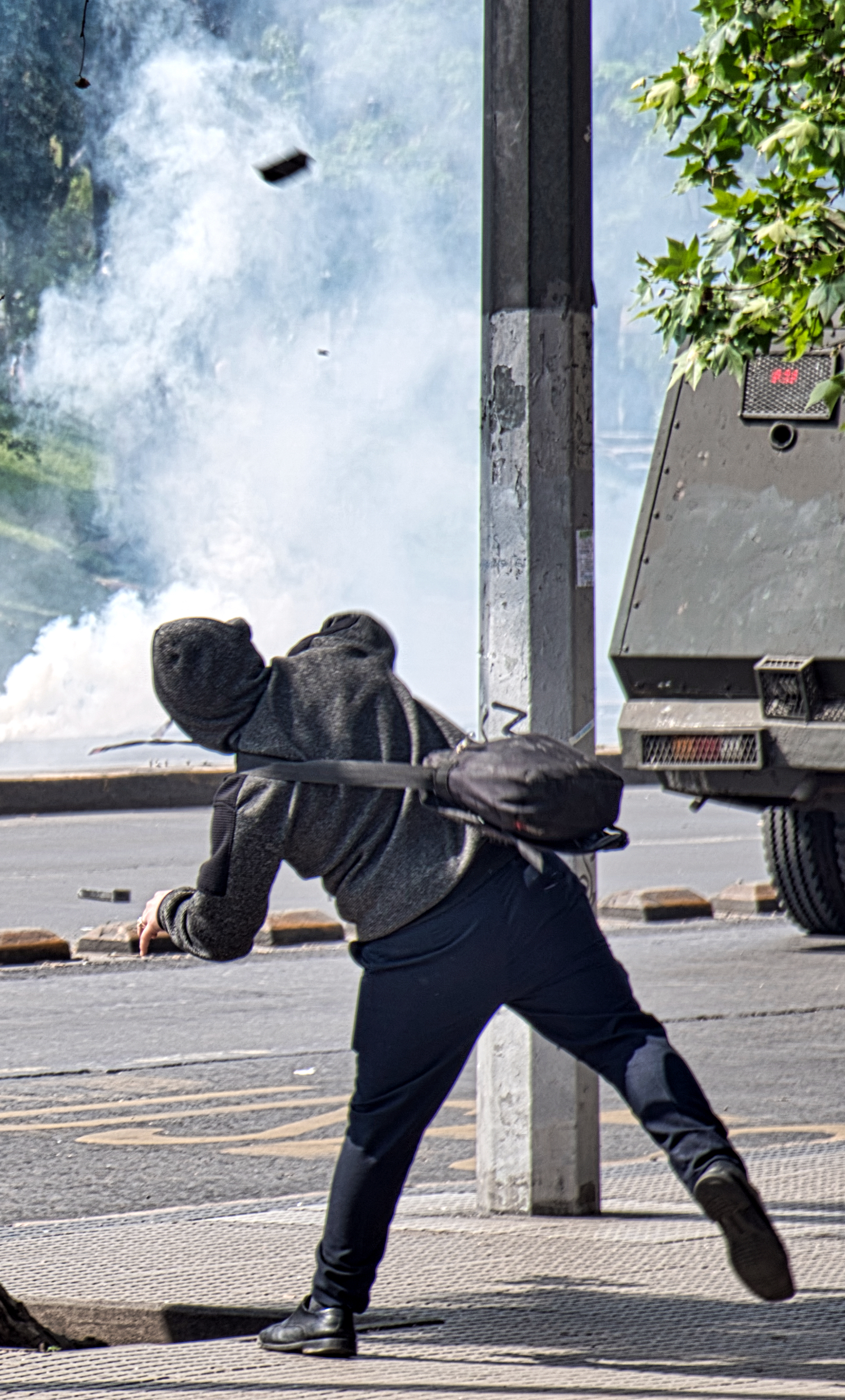
Stenkastning

### Allmänt
Projektiler avsedda som vapen, ammunition eller annat förstörelseverktyg brukar i vardaglighet kallas vapenprojektil. De kan vara för skjutning, kastning, slungning eller för fällning, etcetera.
I enklaste form utgörs vapenprojektiler av smärre stenar, bumlingar, spjut, pilar eller skrot, vilka kastas, utslungas eller avskjutes, alternativt fälls från högre höjer, mot person eller objekt som man ämnar vålla skada. Kast utförs främst med hand, men det finns även kastverktyg såsom kastträn och kastmaskiner som katapulter. Slungning görs med olika vapen kallade slungor eller motviktsarbetande maskiner kallade motviktsslunga. Avskjutning görs med bland annat pilbåge, armborst och torsionspjäs.

### I modern tid
Numera finns avsevärt mer avancerade vapenprojektiler. Bland annat finns projektiler som kan styras i banan och verka på stora avstånd och som kan färdas flera kilometer per sekund.
Begreppet projektil avser främst verkansdel (del av ammunition som utför verkan) som skjuts ur eldrör eller pipa utan hjälp av raketmotor, det vill säga att applicering av kraft till projektilkroppen enbart görs i eldrörets lopp och ej under banan. Vanligen avser detta en bakomliggande drivladdning i patronläget, exempelvis i en patronhylsa anbringad till projektilen (så kallad enhetspatron), i en laddningshylsa separat från projektilen (så kallad delad/delbar patron) eller i ett laddningsställ helt friliggande från projektilen.
Drivladdningen kan även vara apterad i projektilens bas likt en raketmotor, men då med en funktionstid (brinntid) som löper ut innan projektilen lämnar vapnets lopp (så kallad impulsprojektil). Eldrörsprojektiler som skjuts iväg med konventionell bakomliggande drivladdning, men som använder en inbyggd raketmotor i projektilbanan för extra räckvidd, bryter mot definitionen av en projektil och kallas därför istället reatil militärt.
Utöver detta indelas projektiler i:
- fullprojektil – projektil utan hålrum för explosivämne, med undantag för lysämne i eventuellt spårljus eller brandämne i eventuell mindre brandsats
- granat – projektil med hålrum för explosivämne, vilken briserar, kreverar eller sönderfaller för funktion
- kartesch – behållare fylld med hagel framför en drivspegel, skjuten med bakomliggande drivladdning

Dock avses med "projektil" främst fullprojektil.

### Typexempel – vapenprojektil
Enkelskjutna vapenprojektiler
- pil – bågskjuten (pilbåge, armborst, torsionspjäs) fenstabiliserad projektil
- projektil – eldrörsammunition skjuten med bakomliggande drivladdning i patronläget (patronhylsa, laddningshylsa, laddningsställ)
- impulsprojektil – eldrörsammunition skjuten med inbyggd drivladdning (ej raketmotor)
- reatil – eldrörsammunition skjuten med bakomliggande drivladdning (se ovan), försedd med inbyggd raketmotor för längre skottvidd (ej krutgasgenerator)
- raketprojektil – vapenprojektil skjuten med inbyggd raketmotor från eldrör, skena eller fäste
- robotprojektil – vapenprojektil med banstyrning skjuten med inbyggd motor (raketdrift, jetdrift, propellerdrift) från eldrör, skena, fäste eller luften (fällning)

Svärmskjutna vapenprojektiler
- hagel – fullprojektil (se ovan) med sfärisk form som skjuts massvis i hagelkärve från hagelvapen, kartescher eller som druvhagel
- flechette – fullprojektil (se ovan) med fenstabilisering som skjuts massvis i hagelkärve från hagelvapen eller fälls massvis från flygplan (idag obsolet)
- substridsdel – verkansdel som skjuts eller slungas massvis ur en moderprojektil (så kallad multipelammunition)

Vapenprojektiler som kastas, slungas eller fälls
- sten – natursten eller stenkulor som kastas eller slungas för hand eller med kastmaskin (idag obsolet)
- kastspjut – spjut avsett för kastning för hand eller med kastträ
- fyrboll (vapen) – brinnande projektiler som kastas för hand eller slungas med kastmaskin (idag obsolet)
- handgranat – granat (se ovan) som kastas för hand
- flygbomb – verkansdel som fälls från flygplan eller helikopter
- torped – vapenprojektil med banstyrning som utslungas med tryckluft från tub eller fälls från flygplan eller helikopter till sjöss, försedd med inbyggd motor för vattendrift

## Projektiler för eldvapen
Så länge alla eldvapen hade slätborrade eldrör (pipor) kunde sfäriska projektiler användas, men när eldrören försågs med spiralvridna räfflor övergick man till att använda avlånga spetsiga projektiler. Genom räfflingens utformning erhöll projektilen en rotation vilken genom gyroverkan (gyroskop) stabiliserade den i banan.
Idag är artilleriets projektiler ihåliga och försedda med sprängladdning (spränggranater) eller exempelvis röksats (rökgranater). För stridsvagnskanoner har man sedan slutet av andra världskriget använt underkalibriga projektiler. Moderna stridsvagnskanoner har slätborrade eldrör och till dessa används pilprojektiler. De är underkalibrerade, tillverkade av volframkarbid eller utarmat uran, och har formen av en pil.
Handeldvapnens projektiler är massiva och består oftast av en blykärna med en mantel av koppar eller nickel, eller eventuellt av koppar- eller nickelpläterat järn.
Enligt folkrätten är projektiler som innehåller sprängladdning eller på annat sätt är avsedda att splittras vid träff förbjudna i handeldvapen i krigstid. Svenska polisen använder en expanderande projektil i sina tjänstevapen då de inte lyder under dessa bestämmelser. Detta är för att minska risken för överpenetration och skada på tredje part. Vid jakt är det däremot lag på att kulan skall expandera i kroppen. Det åstadkoms genom att mantelspetsen på kulan är öppen och fläks upp vid träff.

### Historik
När kanonen kom i bruk använde man först rundknackade stenar som projektiler. Järnkulor var fördelaktigare på grund av sin tyngd, och i slutet av 1400-talet övergick man till sådana. Under 1500-talet började man göra bomber, granater i form av ihåliga järnklot. Ett brandrör i bomben tändes då före utskjutningen. Detta gjorde att endast mörsare kunde användas för granatskjutning ända i på 1800-talet.
År 1853 sköts för första gången granater ur en kanon, bombkanonen, och därmed var man framme vid utvecklingen till de moderna formerna av projektiler. Utmärkande för projektilen är att den får all sin rörelseenergi i startögonblicket.

### Tryckta verk
- Flygvapnets Eldvapenammunition 1948, ändringar 1949